# Somebody to Love (皇后乐队歌曲)
是一首英国摇滚乐队皇后乐队的歌曲，由主唱弗雷迪·默丘里创作。它被收录于1976年的录音室专辑和精选辑中。这首歌和乐队之前的热门曲目一样有复杂的和声与吉他独奏，并模仿了福音音乐风格的合唱。它在英国榜上排名第2位，在美国告示牌百强单曲榜上排名第13位。这首歌向歌迷们表明：“皇后乐队抓住了福音音乐的灵魂，他们摇摆起来能和做摇滚一样好。”

## 创作和录音
这首歌旋律复杂，音轨众多，编排类似于一支福音合唱团。它是专辑中的第一首单曲，主唱默丘里、吉他手梅和鼓手泰勒的歌声被多轨录音，以创造出一百人合唱团的效果。贝斯手约翰·迪肯没有在此歌中献声。歌词受到了福音音乐的影响，内容和信仰、绝望、灵魂相关。歌手诉说生命中缺少爱的经历，探寻神扮演的角色和存在性。该曲在A♭大调上，最低音为唱和声中的F2，最高音为真声C5和假声A♭5，都由默丘里完成。
|             | “《》受了艾瑞莎·弗蘭克林的影响。弗雷迪对她的音乐很着迷。我们试图把这首歌做成松散的、福音音乐风格的感觉。我认为这是我们做过的最松散的歌。 |
| ——罗杰·泰勒 | |

该曲的音乐视频采用了在萨尔姆东录音室的录音过程视频（专辑的录制地点）和同年九月乐队在海德公园的现场演唱视频。皇后乐队的巡演工作人员领导彼得·赫恩斯（Peter Hince）在Mojo杂志的采访中回忆道：“从视频的美学角度上来说，你得让四名乐队成员都围着话筒唱，但约翰（迪肯）并没有参与唱歌。他自己承认他没有好听的声音。他的确在现场演唱时参与和声，但工作人员总是知道把他的话筒音量控制得很小。”

## 现场演唱
在1977至78年间，这首歌几乎在每场演唱会上被表演。在《Jazz》和《Live Killer》巡演期间，该曲也是必备曲目。在《The Game》巡演中，它仅在巡演前期被演唱。在之后的《The Work》巡演中，该曲的缩短版被编入一段混合曲中，后接歌曲《Killer Queen》。1984/85年巡演中的一个现场版的录音和视频被收录进1985年发行的演唱会视频中。
默丘里在现场唱这首歌时经常更改它的旋律，但一般总会完成高音A♭4。歌词这一句高潮处的在录音室版本中为A♭4，不是默丘里原本的旋律，而是另一乐队成员认为这样比他的原版更好后的更改。默丘里在现场唱的这句是他自己的原版旋律。这首歌也是少数几首约翰·迪肯在现场参与背景和声的歌。他的声音能在两个盗版录音中被清晰地听见，一个是1977年6月乐队在伯爵宮展覽中心的演唱会，另一个是同年9月在休斯敦顶点宫的演唱会。
自默丘里于1991年去世后，这首歌在现场被剩余的乐队成员梅和泰勒演唱，或是与其他主唱合作完成。在弗雷迪·墨丘里致敬演唱会上，乔治·迈克尔唱了这首歌。迈克尔的现场演绎被称赞为“致敬演唱会中最好的表现之一”，甚至使皇后乐队认真考虑让他来成为新的全职主唱。这一版本后来被收录在专辑中发行，在英国榜上拿到冠军。它也被收入1999年发行的中。

## 参与人员
- 弗雷迪·默丘里 - 主唱、钢琴、和声
- 布莱恩·梅 - 电吉他、和声
- 罗杰·泰勒 - 架子鼓、和声
- 约翰·迪肯 - 电贝斯

## 知名翻唱
- 乔治·迈克尔在1992年4月的弗雷迪·默丘里致敬演唱会上现场翻唱了这首歌[17]。
- 安妮·海瑟薇在电影《魔法灰姑娘（英语：Ella Enchanted）》中作为角色埃拉唱了这首歌[18]。
- 布蘭妮·墨菲在电影《快乐的大脚》中翻唱该曲[19]。
- 美剧《欢乐合唱团》（Glee）的演员们在2009年的一集中翻唱[20]。

## 脚注

### 引用英语原文
1. ↑  原文：
2. ↑  原文：
3. ↑  原文：

### 出处
1. 1 2 3  . Allmusic.   [2011-07-06]. （原始内容存档于2011-07-28）.
2. ↑  Whitburn, Joel, , 2006
3. ↑  Roberts, David, , 2006
4. ↑  Fox, Brian. . Bass Player.   [2012-03-27].
5. ↑  . Absolute Radio.   [2011-12-18]. （原始内容存档于2012-09-02）.
6. ↑  . YouTube.   [2011-01-05]. （原始内容存档于2014-01-25）.
7. ↑  . queenpedia.com.   [2010-03-13]. （原始内容存档于2018-05-28）.
8. ↑  . Songfacts.   [2014-12-26]. （原始内容存档于2014-12-26）.
9. 1 2  . Queen Concerts.   [2011-07-02]. （原始内容存档于2011-07-15）.
10. ↑  . Queen Concerts.   [2011-07-02]. （原始内容存档于2011-07-15）.
11. ↑  . 1 September 2011.   [2014-12-26]. （原始内容存档于2011-04-26）.
12. ↑  . Queen Concerts.   [2014-12-26]. （原始内容存档于2012-04-18）.
13. ↑  . Ultimate Queen.   [2011-09-01]. （原始内容存档于2011-09-28）.
14. ↑  . BBC. 1997-01-17  [2011-04-21]. （h2g2 原始内容 请检查|url=值 (帮助)存档于2015-04-10）.
15. ↑  . Albumlinernotes.com. 1997-01-17  [2011-04-21]. （原始内容存档于2011-07-26）.
16. ↑  Queen  请检查|url=值 (帮助). Tvtropes.org. 2010-01-01  [2011-04-21]. （原始内容存档于2011-04-08）.
17. ↑  . Ultimate Queen.   [2011-06-25]. （原始内容存档于2012-07-17）.
18. ↑  . Allmusic.   [2011-09-01]. （原始内容存档于2012-05-16）.
19. ↑  . Soundtrack Net.   [2011-09-01]. （原始内容存档于2012-10-07）.
20. ↑  . Broadway world.   [2011-07-16]. （原始内容存档于2012-07-24）.